# آغ‌بولاق، اسماعیل‌لی
آغ‌بولاق (به ترکی آذربایجانی: Ağbulaq) یک منطقه مسکونی در جمهوری آذربایجان است که در شهرستان اسماعیل‌لی واقع شده است. آغ‌بولاق ۳۷۲ نفر جمعیت دارد.